# جاناتان کیت
جاناتان کیت (به انگلیسی: Jonathan Kite) (زاده ۲ سپتامبر ۱۹۷۹) بازیگر، کمدین آمریکایی است.
از فیلم‌های معروف او می‌توان به بازی در مجموعه تلویزیونی دو دختر ورشکسته اشاره کرد.